# NEMO (музей)
NEMO е най-големият научен музей в Нидерландия, построен по проект на Ренцо Пиано. Разположен е в Амстердам източно от Централна гара и Морския музей.

## История
NEMO е създаден на базата на Музея на труда, просъществувал от 1920 до 1930, а през 50те – 60те под името Холандски институт за индустрия и технологии. В края на 80те години възниква идеята за образователен музей, който да поражда интерес към науката и технологиите от най-ранна възраст. През 1997, кралица Беатрикс открива музей с името „Нов метропол“ (New Metropolis).

## Архитектура
Гениалният Ренцо Пиано е създал един шедьовър на хай-тек архитектурата, наподобяващ кораб, който сякаш плава в Амстердамското пристанище. Единствената улица (натоварена шестлентова градска магистрала), водеща до сградата, изчезва под нея и се появява от другата страна на Нордзееканал. Пешеходният достъп е по дълъг около 500 м трап над водата, постепенно разкриващ архитектурата на NEMO.
От покрива на музея, достъпен от четвъртия етаж, се открива невероятна гледка към стария град на Амстердам.
Отвън сградата е обшита с медни листове, които твърде бързо са се патинирали в зелено от тежкия климат на Нидерландия.

## Идея
Всички експонати на музея са достъпни за посетителите и са предназначени за директно опознаване на заобикалящия ни свят и експериментиране. Чрез хиляди елементарни и свръхмодерни уреди зрителите сами стават участници в експозицията. В музея има и НЕМО-театър, в който се провеждат изложби, презентации, публични лекции.
Снимането с фото- и видеокамери е разрешено навсякъде в музея.

## Описание

### Лоби
Във фоайето са разположени приемната част с касите и информацията, кафетерия, магазин за подаръци (нещо средно между научно-техническа книжарница и „Млад техник“) и експонати-игри.

### Първи етаж
Първият етаж е посветен на различни природни и физични феномени, както и на обяснение и експерименти с ДНК. Когато науката омръзне на посетителите, те могат де се позабавляват с гигантски сапунени мехури.

### Втори етаж
Тук се разкриват тайните на водата, земното притегляне, електричеството и светлината. На това ниво се намират театъра, киносалона и Columbus Foyer – ресторант. От Капитанската кабина в носа на „кораба“ може да се наблюдава движението на плавателни съдове в Нордзееканал.

### Трети етаж
На това ниво е разположена гигантска лаборатория, в която посетителите могат лично да експериментират. Тук е и образователната секция за тийнейджъри.

### Четвърти етаж
Нивото за изучаване на човешкия мозък и възможности.

### Покривна тераса
На терасата посетителите могат да отидат до панорамното кафене, а децата да поиграят на детска площадка.